# Waldemar Baszanowski

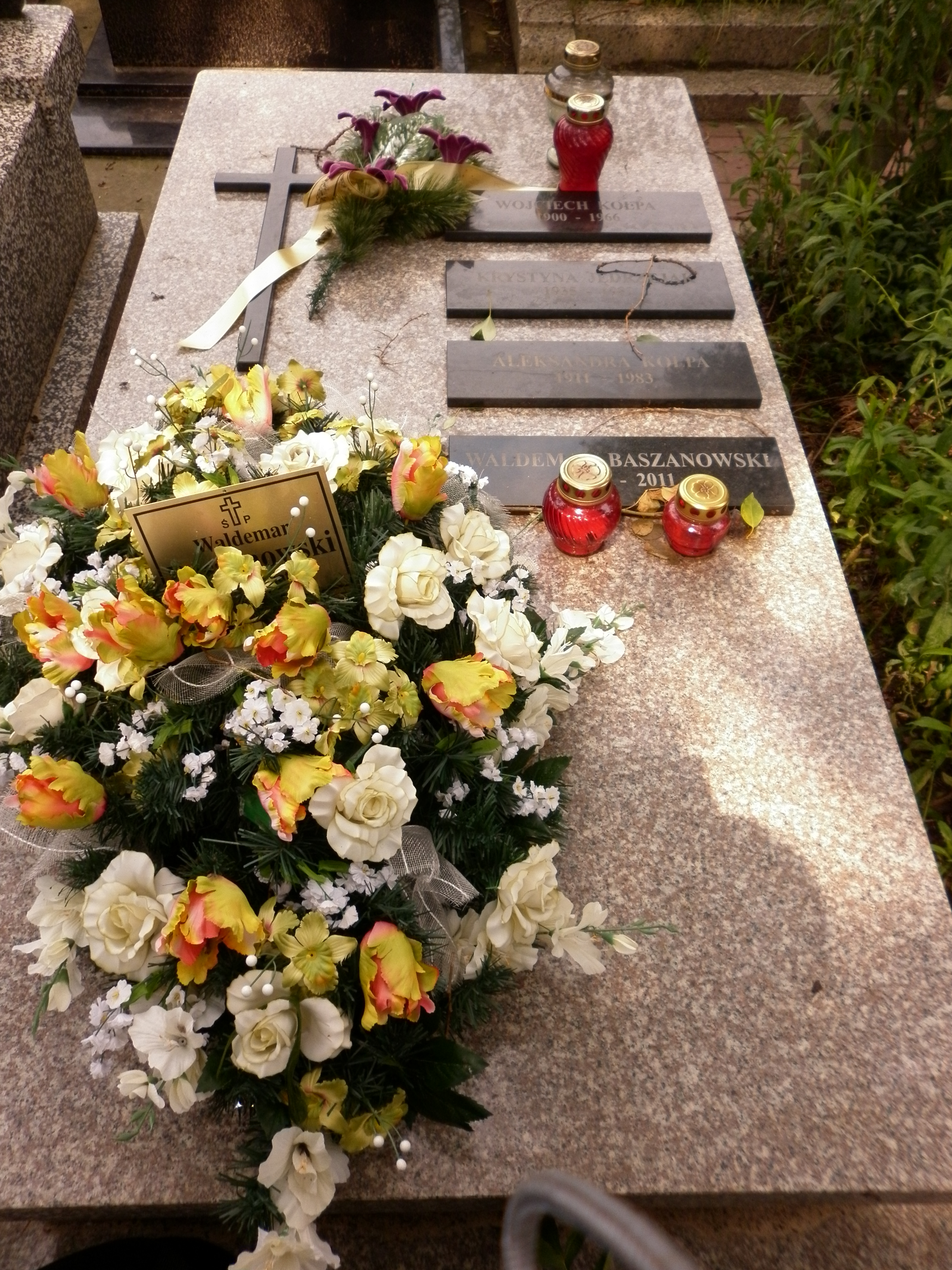
Waldemar Baszanowski

Waldemar Romuald Baszanowski,  est un haltérophile polonais, né le 15 août 1935 à Grudziądz, Pologne et mort le 29 avril 2011 à Varsovie.
Il a participé aux Jeux olympiques d'été de 1960, et a conduit la délégation polonaise aux Jeux de 1964, de 1968 et 1972.
Il fut multiple médaillé olympique, la Coupe du monde et d'Europe.

## Biographie
Sa formation a débuté en 1957 à l'Académie de Varsovie.
Il a pris la 5e place des Jeux olympiques d'été de 1960 à Rome.
En 1961, il a remporté les titres de champion du monde et champion d'Europe.
Sur les compétitions suivantes (championnats d'Europe et du monde en 1962 et 1963), il a remporté quatre médailles d'argent.
Aux Jeux olympiques de 1964, à Tokyo (1964), il a remporté la médaille d'or avec 432,5 kg (soit en battant le précédent record olympique de 25 kg).
En 1965, il a remporté de nouveau le doublé championnat du monde et championnat d'Europe.
En 1966, il prit les titres de vice-champion du monde et d'Europe.
Aux Jeux olympiques d'été de 1968, à Mexico, il a réitéré l'exploit de Tokyo en soulevant 15 kg de plus.
En 1969, il a repris le titre de champion du monde et d'Europe à Varsovie, à ces occasions, il battit quatre records du monde, et une année (1970) et deux ans plus tard (1971), aux Championnats du monde, il a été classé deux fois vice-champion du monde et deux fois champion d'Europe.
Il a pris part aux Jeux olympiques pour la quatrième fois, en 1972, à Munich, au cours desquels il a terminé à la 4e place.
En 1969, il est élu meilleur athlète polonais.
Après la compétition de haut niveau, il partage son expérience en tant qu'entraineur.
Ensuite, il prend la tête, en 1994, de la formation de l'Association polonaise de l'haltérophilie et, en 1999, il a été choisi pour le poste de président de la Fédération européenne de l'haltérophilie.
D'après le classement du magazine professionnel World Haltérophilie, il est considéré comme le troisième haltérophile de tous les temps (après le turc Naim Süleymanoğlu et le hongrois Imre Földi).

## Palmarès
Il a battu quelque 24 records du monde et 61 records polonais.

### Jeux olympiques
- Tokyo 1964 :  1er Médaille d'or.
- Mexico 1968 :  1er Médaille d'or.
- Munich 1972 : 4e
- Rome 1960 : 5e

### Championnats du monde
Dans la catégorie des poids légers (60-67,5 kg) :
- - 1961:  Médaille d'or.
  - 1964:  Médaille d'or.
  - 1965:  Médaille d'or.
  - 1968:  Médaille d'or.
  - 1969:  Médaille d'or.
  - 1962:  Médaille d'argent.
  - 1963:  Médaille d'argent.
  - 1966:  Médaille d'argent (poids moyens).
  - 1967:  Médaille d'argent.
  - 1970:  Médaille d'argent.
  - 1971:  Médaille d'argent.
  - 1972: 4e place.

### Championnats d'Europe
Dans la catégorie des poids légers (60-67,5 kg) :
- - 1961:  Médaille d'or.
  - 1965:  Médaille d'or.
  - 1968:  Médaille d'or.
  - 1969:  Médaille d'or.
  - 1970:  Médaille d'or.
  - 1971:  Médaille d'or.
  - 1962:  Médaille d'argent.
  - 1963:  Médaille d'argent.
  - 1966:  Médaille d'argent.

### Championnat de Pologne
Neuf fois champion national et élu meilleur sportif polonais de l'année 1969.